# Afàsia progressiva no fluent
L'afàsia progressiva no fluent (APNF) és una de les tres síndromes clíniques associades a la degeneració lobar frontotemporal. L'APNF té una aparició insidiosa de dèficits de llenguatge al llarg del temps enfront d'altres afàsies causades per un ictus, que es produeixen de manera aguda després d'un lesió al cervell. La degeneració específica dels lòbuls frontals i temporals en l'APNF crea dèficits distintius del llenguatge que diferencien aquest trastorn d'altres trastorns del tipus Alzheimer per l'absència inicial d'altres dèficits cognitius i de memòria. Aquest trastorn sol tenir un efecte primordial a l'hemisferi esquerre, causant la visualització simptomàtica de dèficits expressius de llenguatge (dificultats en la seva producció) i, de vegades, pot alterar les capacitats receptives en la comprensió d'un llenguatge gramaticalment complex.